# サトナミ派
サトナミ（Satnampanth）またはサトナミ派運動（Satnami Samaj Or Satnami Movement）とも呼ばれるサトナミ派は、1820年代に現在のインド・チャッティースガル州でガシダスによって設立された宗教の宗派。

## 歴史
この宗派は、1820年代に現在のチャッティースガルでガシダスによって設立された。ラーマーナンダはラビダスの弟子の教えに影響されている可能性があり他の人々は彼がチャッティースガルのカビール、パンティスを通して、カビールに触発されたと信じられている。